# Grace Umelo
Grace Umelo (née le 10 juillet 1978) est une athlète nigériane, spécialiste du saut en longueur. 

## Biographie

### Palmarès
| Date | Compétition                    | Lieu         | Résultat | Performance |
| ---- | ------------------------------ | ------------ | -------- | ----------- |
| 1996 | Championnats d'Afrique         | Yaoundé      | 1re      | 6,13 m      |
| 1997 | Championnats d'Afrique juniors | Ibadan       | 1re      | 6,25 m      |
| 1999 | Jeux africains                 | Johannesburg | 1re      | 6,60 m      |
| 2003 | Jeux africains                 | Abuja        | 2e       | 6,56 m      |

### Records
| Épreuve          | Performance | Lieu  | Date            |
| ---------------- | ----------- | ----- | --------------- |
| Saut en longueur | 6,60 m      | Lagos | 29 juillet 1999 |